# Photo Italia
Photo Italia, inizialmente conosciuta come Photo italiana, è stata una rivista di fotografia italiana fondata nel 1975 dal gruppo editoriale franco-italiano Hachette-Rusconi. La rivista chiuse nel 2005 per una ristrutturazione dell'editore.
Photo Italia, che era la versione italiana della francese Photo, si occupava di fotografia nei suoi molteplici aspetti, dal fotogiornalismo alla fotografia d'avanguardia. Caratteristica della rivista era la pubblicazione di foto di nudo artistico in copertina.